# Cajamarca (província)
Cajamarca é uma província do Peru localizada na região de Cajamarca. Sua capital é a cidade de Cajamarca.

## Distritos da província
- Asunción[2]
- Cajamarca[3]
- Chetilla[4]
- Cospán[5]
- Encañada[6]
- Jesús[7]
- Llacanora
- Los Baños del Inca
- Magdalena
- Matará
- Namora
- San Juan